# Badminton-Juniorenafrikameisterschaft 2022
Die Badminton-Juniorenafrikameisterschaft 2022 fand vom 12. bis zum 17. Dezember 2022 in Beau Bassin-Rose Hill statt.

## Medaillengewinner
| Disziplin    | Gold | Silber | Bronze |
| ------------ | --- | --- | --- |
| Herreneinzel | Khemtish Rai Nundah | Lucas Douce | Aaron Nassing |
| Herreneinzel | Khemtish Rai Nundah | Lucas Douce | Youssif Mohamed |
| Dameneinzel  | Fadilah Mohamed Rafi | Tracy Naluwooza | Jana Abdelkader |
| Dameneinzel  | Fadilah Mohamed Rafi | Tracy Naluwooza | Tiya Bhurtun |
| Herrendoppel | Abed Bukenya Fadilah Mohamed Rafi | Khemtish Rai Nundah Tiya Bhurtun | Lucas Douce Layna Luxmi Chiniah                                                                                             |
| Herrendoppel | Abed Bukenya Fadilah Mohamed Rafi | Khemtish Rai Nundah Tiya Bhurtun | Pravish Hanuman Reva Aditi Bhuruth                                                                                          |
| Damendoppel  | Mohamed Hegazy Youssif Mohamed | Douce Lucas Khemtish Rai Nundah | Aaron Nassing Hugo Constans                                                                                                 |
| Damendoppel  | Mohamed Hegazy Youssif Mohamed | Douce Lucas Khemtish Rai Nundah | Jason Francois Hanuman Pravish                                                                                              |
| Mixed        | Fadilah Mohamed Rafi Tracy Naluwooza | Michaela Ohlson Tamsyn Smith | Jana Abdelkader Ganna Elwazery                                                                                              |
| Mixed        | Fadilah Mohamed Rafi Tracy Naluwooza | Michaela Ohlson Tamsyn Smith | Tiya Bhurtun Layna Luxmi Chiniah                                                                                            |
| Teams        | Mauritius Lucas Douce Mohammad Rayan Shanawaz Khemtish Nundah Hanuman Pravish Raul Teeluck Aidan Yu Kiat Godavri Ancharaz Tiya Bhurtun Layna Luxmi Chiniah Chiara How Hong Elsa How Hong Reva Aditi Bhuruth | Algerien Aimen Daoud Mohamed Amine Chekkal Tahar Skander Medel Yacine Laichi Nihad Benhoua Rosa Mamache Deloum Riham Anaelle Thomassin | Ägypten Mohamed Hegazy Moaz Hesham Hassan Youssif Mohamed Seif Omar Jana Abdelkader Ganna Elwazery Jana Ghamry Reem Hussein |
| Teams        | Mauritius Lucas Douce Mohammad Rayan Shanawaz Khemtish Nundah Hanuman Pravish Raul Teeluck Aidan Yu Kiat Godavri Ancharaz Tiya Bhurtun Layna Luxmi Chiniah Chiara How Hong Elsa How Hong Reva Aditi Bhuruth | Algerien Aimen Daoud Mohamed Amine Chekkal Tahar Skander Medel Yacine Laichi Nihad Benhoua Rosa Mamache Deloum Riham Anaelle Thomassin | Uganda Abed Bukenya Guna Kusal Dhulupudi Fadilah Mohamed Rafi Tracy Naluwooza                                               |

## Einzelwettbewerb

### Herreneinzel
|  | Halbfinale | Halbfinale      | Halbfinale | Halbfinale | Halbfinale |  |  | Finale | Finale          | Finale | Finale | Finale |
|  |            |                 |            |            |            |  |  |        |                 |        |        |        |
|  |            |                 |            |            |            |  |  |        |                 |        |        |        |
|  |            | Aaron Assing    | 15         | 14         |            |  |  |        |                 |        |        |        |
|  | 3          | Khemtish Nundah | 21         | 21         |            |  |  |        |                 |        |        |        |
|  |            |                 |            |            |            |  |  | 3      | Khemtish Nundah | 21     | 21     |        |
|  |            |                 |            |            |            |  |  |        | Lucas Douce     | 9      | 16     |        |
|  | 4          | Youssif Mohamed | 14         | 13         |            |  |  |        |                 |        |        |        |
|  |            | Lucas Douce     | 21         | 21         |            |  |  |        |                 |        |        |        |
|  |            |                 |            |            |            |  |  |        |                 |        |        |        |

### Dameneinzel
|  | Halbfinale | Halbfinale           | Halbfinale | Halbfinale | Halbfinale |  |  | Finale | Finale               | Finale | Finale | Finale |
|  |            |                      |            |            |            |  |  |        |                      |        |        |        |
|  |            |                      |            |            |            |  |  |        |                      |        |        |        |
|  | 1          | Fadilah Mohamed Rafi | 21         | 21         |            |  |  |        |                      |        |        |        |
|  |            | Tiya Bhurtun         | 9          | 16         |            |  |  |        |                      |        |        |        |
|  |            |                      |            |            |            |  |  | 1      | Fadilah Mohamed Rafi | 21     | 21     |        |
|  |            |                      |            |            |            |  |  | 3      | Tracy Naluwooza      | 16     | 15     |        |
|  | 3          | Tracy Naluwooza      | 21         | 21         |            |  |  |        |                      |        |        |        |
|  | 2          | Jana Abdelkader      | 14         | 17         |            |  |  |        |                      |        |        |        |
|  |            |                      |            |            |            |  |  |        |                      |        |        |        |

### Herrendoppel
|  | Halbfinale | Halbfinale                     | Halbfinale | Halbfinale | Halbfinale |  |  | Finale | Finale                         | Finale | Finale | Finale |
|  |            |                                |            |            |            |  |  |        |                                |        |        |        |
|  |            |                                |            |            |            |  |  |        |                                |        |        |        |
|  | 1          | Lucas Douce Khemtish Nundah    | 21         | 21         |            |  |  |        |                                |        |        |        |
|  |            | Aaron Assing Hugo Constans     | 17         | 17         |            |  |  |        |                                |        |        |        |
|  |            |                                |            |            |            |  |  | 1      | Lucas Douce Khemtish Nundah    | 15     | 16     |        |
|  |            |                                |            |            |            |  |  |        | Mohamed Hegazy Youssif Mohamed | 21     | 21     |        |
|  |            | Jason François Hanuman Pravish | 21         | 16         | 15         |  |  |        |                                |        |        |        |
|  |            | Mohamed Hegazy Youssif Mohamed | 18         | 21         | 21         |  |  |        |                                |        |        |        |
|  |            |                                |            |            |            |  |  |        |                                |        |        |        |

### Damendoppel
|  | Halbfinale | Halbfinale                           | Halbfinale | Halbfinale | Halbfinale |  |  | Finale | Finale                               | Finale | Finale | Finale |
|  |            |                                      |            |            |            |  |  |        |                                      |        |        |        |
|  |            |                                      |            |            |            |  |  |        |                                      |        |        |        |
|  | 1          | Fadilah Mohamed Rafi Tracy Naluwooza | 21         | 21         |            |  |  |        |                                      |        |        |        |
|  |            | Jana Abdelkader Ganna Elwazery       | 19         | 14         |            |  |  |        |                                      |        |        |        |
|  |            |                                      |            |            |            |  |  | 1      | Fadilah Mohamed Rafi Tracy Naluwooza | 21     | 21     |        |
|  |            |                                      |            |            |            |  |  |        | Michaela Ohlson Tamsyn Smith         | 15     | 17     |        |
|  |            | Michaela Ohlson Tamsyn Smith         | 21         | 22         | 21         |  |  |        |                                      |        |        |        |
|  | 2          | Tiya Bhurtun Layna Luxmi Chiniah     | 11         | 24         | 17         |  |  |        |                                      |        |        |        |
|  |            |                                      |            |            |            |  |  |        |                                      |        |        |        |

### Mixed
|  | Halbfinale | Halbfinale                         | Halbfinale | Halbfinale | Halbfinale |  |  | Finale | Finale                            | Finale | Finale | Finale |
|  |            |                                    |            |            |            |  |  |        |                                   |        |        |        |
|  |            |                                    |            |            |            |  |  |        |                                   |        |        |        |
|  | 1          | Abed Bukenya Fadilah Mohamed Rafi  | 22         | 21         | 21         |  |  |        |                                   |        |        |        |
|  | 3          | Lucas Douce Layna Luxmi Chiniah    | 24         | 16         | 17         |  |  |        |                                   |        |        |        |
|  |            |                                    |            |            |            |  |  | 1      | Abed Bukenya Fadilah Mohamed Rafi | 21     | 17     | 21     |
|  |            |                                    |            |            |            |  |  | 2      | Khemtish Nundah Tiya Bhurtun      | 19     | 21     | 17     |
|  |            | Hanuman Pravish Reva Aditi Bhuruth | 11         | 16         |            |  |  |        |                                   |        |        |        |
|  | 2          | Khemtish Nundah Tiya Bhurtun       | 21         | 21         |            |  |  |        |                                   |        |        |        |
|  |            |                                    |            |            |            |  |  |        |                                   |        |        |        |

## Teams

### Gruppe A
| Platz | Team      | Pld | W | L | MF | MA | MD | GF | GA | GD  | PF  | PA  | PD   | Pts | Qualifikation |
| ----- | --------- | --- | - | - | -- | -- | -- | -- | -- | --- | --- | --- | ---- | --- | ------------- |
| 1     | Uganda    | 2   | 2 | 0 | 7  | 3  | +4 | 14 | 8  | +6  | 404 | 355 | +49  | 2   |               |
| 2     | Mauritius | 2   | 1 | 1 | 6  | 4  | +2 | 13 | 9  | +4  | 440 | 349 | +91  | 1   |               |
| 3     | Réunion   | 2   | 0 | 2 | 2  | 8  | −6 | 6  | 16 | −10 | 303 | 443 | −140 | 0   |               |

| 12. Dezember 2022 |     |         |
| Uganda            | 4–1 | Réunion |
| 13. Dezember 2022 |     |         |
| Mauritius         | 4–1 | Réunion |
| 13. Dezember 2022 |     |         |
| Mauritius         | 2–3 | Uganda  |

### Gruppe B
| Platz | Team      | Pld | W | L | MF | MA | MD | GF | GA | GD | PF | PA | PD | Pts | Qualifikation |
| ----- | --------- | --- | - | - | -- | -- | -- | -- | -- | -- | -- | -- | -- | --- | ------------- |
| 1     | Ägypten   | 3   | 3 | 0 | 0  | 0  | 0  | 0  | 0  | 0  | 0  | 0  | 0  | 3   | Q             |
| 2     | Algerien  | 3   | 2 | 1 | 0  | 0  | 0  | 0  | 0  | 0  | 0  | 0  | 0  | 2   | Q             |
| 3     | Südafrika | 3   | 1 | 2 | 0  | 0  | 0  | 0  | 0  | 0  | 0  | 0  | 0  | 1   |               |
| 4     | Sambia    | 3   | 0 | 3 | 0  | 0  | 0  | 0  | 0  | 0  | 0  | 0  | 0  | 0   |               |

| 12. Dezember 2022 |     |           |
| Algerien          | 3–2 | Südafrika |
| 12. Dezember 2022 |     |           |
| Ägypten           | 4–1 | Sambia    |
| 12. Dezember 2022 |     |           |
| Südafrika         | 4–1 | Sambia    |
| 13. Dezember 2022 |     |           |
| Ägypten           | 5–0 | Algerien  |
| 13. Dezember 2022 |     |           |
| Südafrika         | 2–3 | Ägypten   |
| 13. Dezember 2022 |     |           |
| Algerien          | 4–1 | Sambia    |

### Endrunde
|  | Halbfinale | Halbfinale | Halbfinale |  |  | Finale | Finale    | Finale |
|  |            |            |            |  |  |        |           |        |
|  |            |            |            |  |  |        |           |        |
|  |            | Uganda     | 1          |  |  |        |           |        |
|  |            | Algerien   | 3          |  |  |        |           |        |
|  |            |            |            |  |  |        | Algerien  | 0      |
|  |            |            |            |  |  |        | Mauritius | 3      |
|  |            | Mauritius  | 3          |  |  |        |           |        |
|  |            | Ägypten    | 1          |  |  |        |           |        |
|  |            |            |            |  |  |        |           |        |

### Endstand
| Pos.   | Team      | P | W | L | Pkt. | MD | Resultat     |
| ------ | --------- | - | - | - | ---- | -- | ------------ |
| Gold   | Mauritius | 4 | 4 | 0 | 4    | +7 | Champions    |
| Silber | Algerien  | 5 | 3 | 2 | 3    | −1 | Finalist     |
|        |           |   |   |   |      |    |              |
| Bronze | Ägypten   | 4 | 3 | 1 | 3    | +9 | Halbfinale   |
| Bronze | Uganda    | 3 | 2 | 1 | 2    | +2 | Halbfinale   |
|        |           |   |   |   |      |    |              |
| 5      | Südafrika | 3 | 1 | 2 | 1    | +4 | Gruppenphase |
| 6      | Réunion   | 2 | 0 | 2 | 0    | −6 | Gruppenphase |
| 7      | Sambia    | 3 | 0 | 3 | 0    | −9 | Gruppenphase |